# Пуењаго сул Гарда
Пуењаго сул Гарда (итал. Puegnago sul Garda) је насеље у Италији у округу Бреша, региону Ломбардија.
Према процени из 2011. у насељу је живело 2776 становника. Насеље се налази на надморској висини од 217 м.

## Становништво
Према резултатима пописа становништва 2011. у општини је живело 3.263 становника.
| 1951. | 1961. | 1971. | 1981. | 1991. | 2001. | 2011. |
| ----- | ----- | ----- | ----- | ----- | ----- | ----- |
| 1.468 | 1.389 | 1.429 | 1.729 | 2.064 | 2.776 | 3.263 |